# Кира (нож)
Кира — каменный нож австралийских аборигенов племени тджингили.

## Описание
Кира представляет из себя обоюдоострый каменный нож. Его длина обычно составляет от 9 до 16 см. Лезвие изготавливается путем раскалывания камня, чаще всего кварцита. Обычно имеет треугольную или трапециевидную форму, есть режущие кромки, иногда имеет изгиб и ребро жёсткости. Рукоять изготавливается из дерева, которое либо приклеено к клинку с помощью гуммиарабика и украшено желто-черно-белыми точечными узорами, либо приклеено к клинку с помощью древесной смолы и окрашено красной охрой. Ножны делают чаще всего из волокон, полученных из коры Кайюпутового дерева, меха животных, человеческих волос. Внутренняя часть покрывается глиной. Нижняя часть ножен украшена перьями какаду или эму.